# Marcin Adamczak (ur. 1980)
Marcin Adamczak (ur. 1980) – polski filmoznawca, profesor nauk humanistycznych, profesor Wydziału Antropologii i Kulturoznawstwa Uniwersytetu im. Adama Mickiewicza w Poznaniu.

## Życiorys
3 października 2008 obronił pracę doktorską Przeobrażenia kultury audiowizualnej jako ramy dla strategii i dyskursów w polskim kinie po 1989 roku. 20 czerwca 2016 habilitował się na podstawie oceny dorobku naukowego i pracy zatytułowanej Obok ekranu. Perspektywa badań produkcyjnych a społeczne istnienie filmu. W 2024 otrzymał tytuł profesora nauk humanistycznych.
W 2019 objął funkcję profesora uczelni na Wydziale Antropologii i Kulturoznawstwa Uniwersytetu im. Adama Mickiewicza w Poznaniu. Od 2011 wykłada także w Państwowej Wyższej Szkole Filmowej, Telewizyjnej i Teatralnej im. Leona Schillera w Łodzi na Wydziale Organizacji Sztuki Filmowej, a od 2015 na Uniwersytecie Gdańskim. W latach 2016–2018 dyrektor Międzynarodowego Forum Krótkometrażowych Filmów Fabularnych CINEMAFORUM w Warszawie.
Od 2008 roku felietonista miesięcznika „Odra”. Członek Stowarzyszenia Filmowców Polskich oraz Międzynarodowej Federacji Krytyków Filmowych (FIPRESCI).
Współzałożyciel firmy dystrybucyjnej Velvet Spoon.

## Nagrody i wyróżnienia
- 2005: Laureat Konkursu im. J.J. Lipskiego[11]
- 2010: Stypendium Fundacji na rzecz Nauki Polskiej (program START)[12]
- 2011: Stypendium Fundacji na rzecz Nauki Polskiej (program START)[13]
- 2011: Laureat Konkursu im. Krzysztofa Mętraka dla młodych krytyków filmowych[14]
- 2019: Odznaka honorowa „Zasłużony dla Kultury Polskiej”[15]

## Publikacje
- 2010: Globalne Hollywood, filmowa Europa i polskie kino po 1989 roku[1][16]
- 2012: Restart zespołów filmowych (wspólnie z Piotrem Mareckim i Marcinem Malatyńskim)[1]
- 2014: Obok ekranu. Perspektywa badań produkcyjnych a społeczne istnienie filmu[17]
- 2015: Wokół zagadnień dystrybucji filmowej (redakcja, wspólnie z Konradem Klejsą)[18]
- 2019: Kapitały przemysłu filmowego: Hollywood, Europa, Chiny[19].